# Anthony Pym
Anthony Pym (* 1956, Perth, Austrálie) je nejvíce známý pro svou práci v oblasti translatologie. Má titul profesora překladu a mezikulturních studií na univerzitě Rovira i Virgili ve Španělsku. Je rovněž prezidentem Evropského společenství pro translatologii (EST).
Pym byl jedním z prvních teoretiků, kteří posunuli centrum zájmu studia překladu z textů směrem k překladatelům jako lidským bytostem. Přišel s konceptem překladatelství jako formou řízení rizik spíše než snahou o ekvivalenci. Jeho hypotézou je, že překladatelé jsou členové určitých profesionálních mezikulturních společenství, kteří pracují tam, kde se kultury překrývají, a že jejich hlavním etickým cílem je podpora dlouhodobé mezikulturní spolupráce. V posledních letech je přitahován ke konceptu inkulturace, pod jehož vlivem vidí překlad jako jednu z cest, kterými jsou menší kultury pohlcovány širšími kulturními systémy a mohou pak tyto širší systémy proměňovat.
Anthony Pym se zúčastnil konference na Filosofické fakultě MU v Brně. V rámci konference proslovil 6. února 2015 přednášku s názvem Gramotnost jako cíl v překladu (Literacy as an aim for translation), kde se zabýval vztahem mezi překladem a výukou jazyků.

## Dílo
- Translation and Text Transfer. An Essay on the Principles of Intercultural Communication, Frankfurt/Main: Peter Lang, 1992. Revised edition: Tarragona: Intercultural Studies Group, 2010.
- Epistemological Problems in Translation and its Teaching, Calaceite: Caminade, 1993.
- Pour une éthique du traducteur, Arras: Artois Presses Université / Ottawa: Presses de l’Université d’Ottawa, 1997.
- Method in Translation History, Manchester: St Jerome Publishing, 1998. Reprint with Chinese introduction: 北京 : 外语敎学与硏究出版社, Beijing, 2006.
- Negotiating the Frontier: Translators and Intercultures in Hispanic History, Manchester: St Jerome Publishing, 2000.
- The Moving Text: Localization, Translation and Distribution, Amsterdam & Philadelphia: John Benjamins, 2004.
- Exploring Translation Theories, London and New York: Routledge, 2010. Japanese translation, 翻訳理論の探求, trans. Kayoko Takeda, Tokyo: Misuzu Shobo, 2010. Translation rights sold for Portuguese and Korean.
- The status of the translation profession in the European Union, with François Grin, Claudio Sfreddo, Andy L. J. Chan. Luxembourg: European Commission, 2012.
- On Translator Ethics. Principles for Cross-cultural communication. Amsterdam and Philadelphia: John Benjamins, 2012 (reworked version of Pour une éthique du traducteur).